# Le Châtellier, Orne

Le Châtellier este o comună în departamentul Orne, Franța. În 1 ianuarie 2022 avea o populație de 402 de locuitori.